# Aelterman

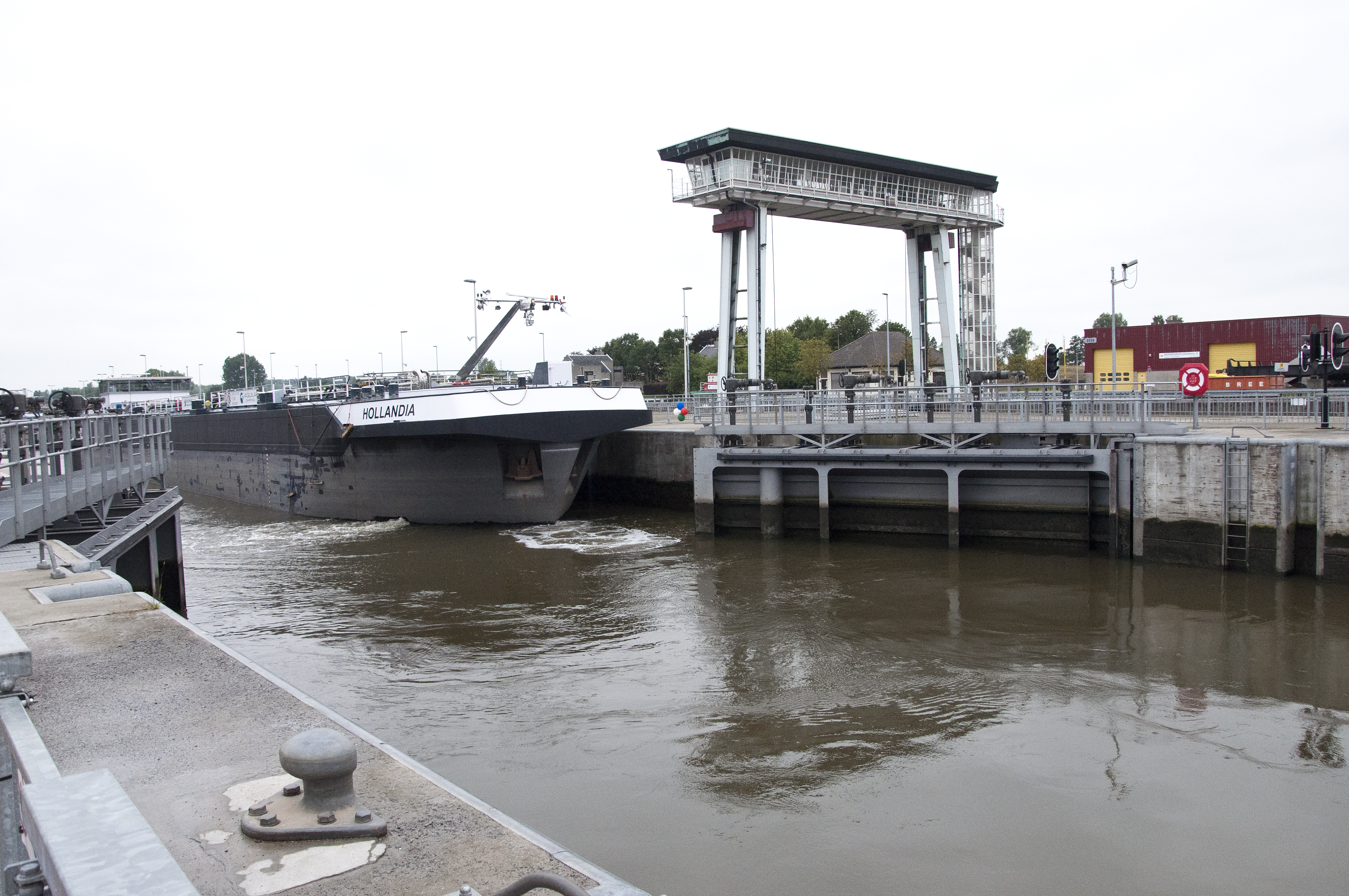
Bouw van sluisdeuren en afsluitschotten voor het sluizencomplex van Evergem in 2009.

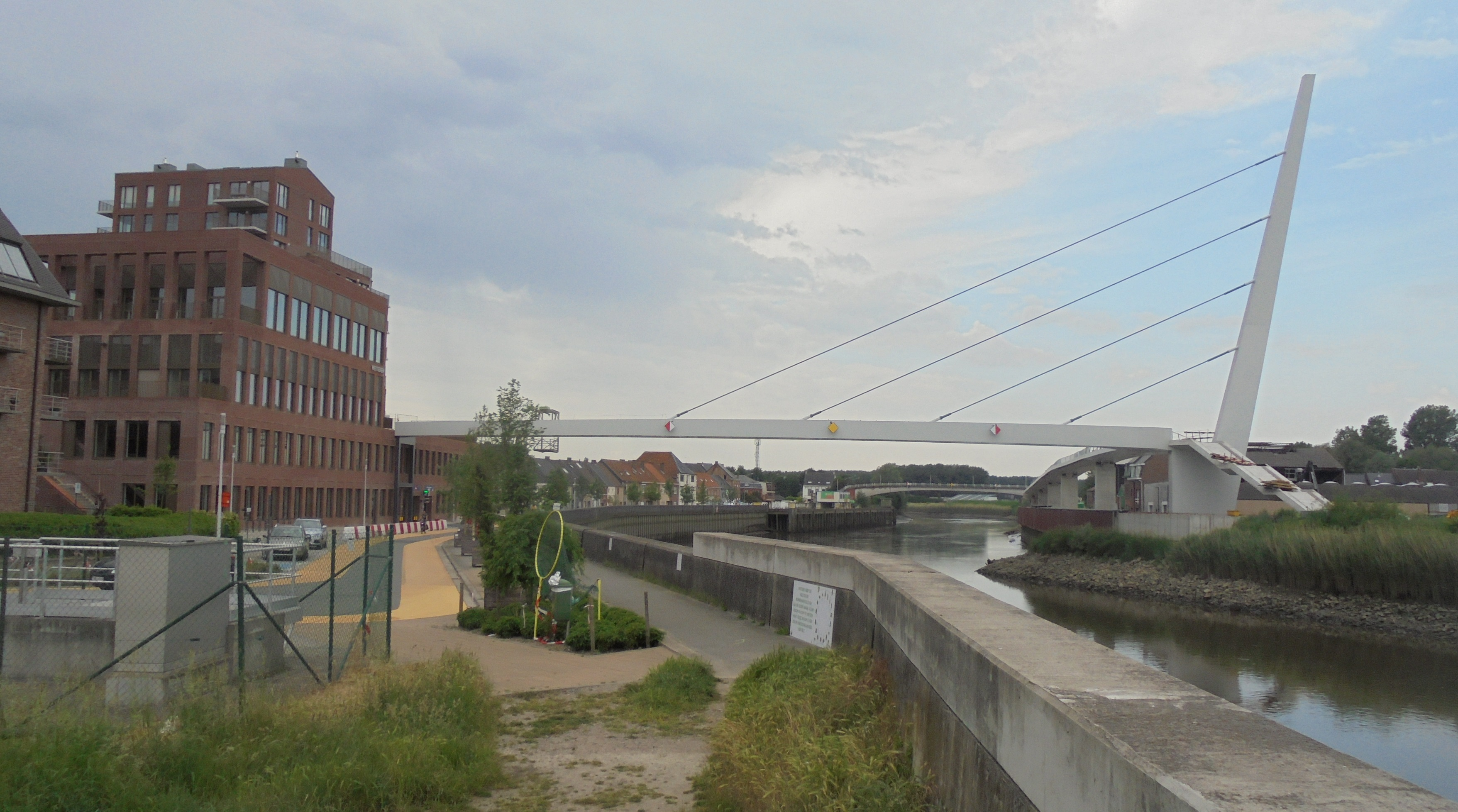
Bouw van tuibrug, die functioneert als fietsbrug, in Wetteren in 2017.

Aelterman is een Belgische staalbouwer, gevestigd in Gent, België. Het bedrijf is voornamelijk gespecialiseerd in het produceren van bruggen.

## Geschiedenis
Remi Aelterman richtte in Oostakker een smidse en een winkel voor metaalwaren op. Zijn kinderen, Prosper, Romain en Roger, traden later ook toe tot het bedrijf. De activiteiten breidden geleidelijk uit naar het vervaardigen van kleine constructies, zoals metalen leuningen voor betonnen bruggen en spoorwegbruggen. Daarom besloot Remi Aelterman op 1 maart 1952 de bvba Aelterman op te richten. Het is altijd een familiebedrijf gebleven.
Voor de Belgische spoorwegmaatschappij NMBS ontwierp en bouwde Aelterman rond 1960 de eerste stalen spoorwegbrug. Daarnaast waren ze ook actief in het klinken van metalen constructies.
Aelterman richtte in de loop der jaren verschillende ondersteunende bedrijven op. In 1982 werd N.V. Aelterman montage opgericht om de door hen geproduceerde staalconstructies zelf te monteren. In 1987 werd Aelterman Engineering & Contracting b.v.b.a. opgericht, een eigen studiebureau.
In 2022 werd het als zelfstandig bedrijf opgenomen in de Artes Group.

## Vestigingen
- Exacte datum onbekend, maar zeker vanaf 1949: oprichting van smidse en winkel voor metaalwaren in Antwerpsesteenweg 47-49 in Oostakker.[8]
- 1 maart 1952: oprichting van Aelterman bvba in Antwerpsesteenweg 47-49 in Oostakker.
- 1965: verhuizing naar Beelbroekstraat 115 in Sint-Amandsberg.
- 1995: opening van een tweede vestiging in de Gentse Zeehaven, Moervaartkaai (oude gebouwen van Scheepswerven van Langerbrugge).
- Datum onbekend: vestiging op Christoffel Columbuslaan 5 in Gent.